# Пикто — Шарантез
Пикто — Шарантез (фр. La Picto-Charentaise) — шоссейная однодневная велогонка, проходящая по территории Франции с 2016 года.

## История
Гонка была создана в 2016 году благодаря успеху другой гонки Классика Вьенна Новая Аквитания и сразу вошла в календарь женского Кубка Франции.
С 2019 года стала проводиться в рамках Женского мирового шоссейного календаря UCI. В 2020 году была отменена из-за пандемии COVID-19
Гонка проводиться перед последним этапом мужской многодневки Тур Пуату — Шаранты.
Маршрут гонки проходит в окрестностях Пуатье, главного города департамента Вьенна. Протяжённость дистанция была от 100 до 120 км.

## Призёры
| Год  | Победитель      | Второй                 | Третий             |          |
| ---- | --------------- | ---------------------- | ------------------ | -------- |
| 2016 | Грета Ришу      | Эжени Дюваль           | Шарлотта Бравар    |          |
| 2017 | Анабель Древиль | Роксана Фурнье         | Виктори Гильман    |          |
| 2018 | Лорен Китчен    | Маэль Гроссетете       | Полин Аллин        |          |
| 2019 | Глэдис Верхулст | Лорен Китчен           | Флавия Оливейра    |          |
| 2020 | отменено        | отменено               | отменено           | отменено |
| 2021 | Марта Лах       | Марта Бастианелли      | Laura Asencio      |          |
| 2022 | Мари Ле Нет     | Скайлар Шнайдер        | Натали Эклунд      |          |
| 2023 | Глэдис Верхулст | Карлейн Ахтеректе      | Valentina Basilico |          |
| 2024 | Шейла Гутьеррес | Эмма Норсгор-Йёргенсен | Элине Янсен        |          |
| 2025 |                 |                        |                    |          |